# Die Memoiren des Grafen
Die Memoiren des Grafen (Originaltitel The Secret of Chimneys) ist der fünfte Kriminalroman von Agatha Christie. Er erschien zuerst im Juni 1925 im Vereinigten Königreich bei The Bodley Head und etwas später im selben Jahr in den USA bei Dodd, Mead and Company.
In diesem Buch werden Superintendent Battle und Lady Eileen „Bundle“ Brent (in deutschen Ausgaben auch: „Wuschel“) eingeführt, die später noch einmal in dem Roman Der letzte Joker aus dem Jahre 1929 gemeinsam auftreten.
Im Juli 2020 brachte der Atlantik-Verlag eine Neuausgabe des Buches in der Übersetzung von Michael Mundhenk unter Verwendung des originalgetreuen Titels „Das Geheimnis von Chimneys“ heraus.

## Handlung
Sieben Jahre vor der Zeit der Romanhandlung findet in dem fiktiven Balkanstaat Herzoslowakei eine Revolution statt. Dabei werden König Nikolaus IV. und seine Frau, Königin Varaga, angeblich getötet. Die Königin war ein Grund für den Aufstand, denn sie ist eine ehemalige Balletttänzerin der Folies Bergère und hieß einst Angèle Mory. Diese Frau wurde ursprünglich von einer herzoslowakischen revolutionären Organisation, der „Bruderschaft der Roten Hand“, angeheuert, um dem König bei einem Besuch in Paris eine Falle zu stellen. Doch sie durchkreuzte diese Pläne, verführte Nikolaus und heiratete ihn. Das Volk fand sich mit einer Herrscherin aus diesem Milieu nicht ab, es gab einen Aufstand und die bis heute existierende Republik wurde ausgerufen.
Inzwischen wollen große Teile des Volkes die Monarchie wieder zurückhaben und bieten den freien Thron dem im Exil lebenden Prinzen Michael Obolovitsch, einem entfernten Verwandten des ermordeten Königs, an. Die britische Regierung unterstützt die Thronbesteigung im Gegenzug für Ölkonzessionen in der Herzoslowakei. Der Kopf des Syndikates, das den Handel finanzieren soll, ist Herman Isaacstein, der sich mit Prinz Michael in dem englischen Landhaus Chimneys (auf Deutsch: „die Kamine“) treffen will. Der Eigentümer von Chimneys ist der neunte Marquis von Caterham, der von George Lomax, einem Beamten im Außenministerium, überredet wurde, sein Haus für dieses Treffen zur Verfügung zu stellen. Eine Schwierigkeit entsteht daraus, dass Graf Stylptitsch, ehemaliger Ministerpräsident der Herzoslowakei, der seit der Revolution in Paris lebte, vor zwei Monaten im Exil verstarb. Seine Memoiren, von denen man glaubt, dass sie einige Indiskretionen über die herzoslowakische Monarchie enthalten, wurden nach Bulawayo geschmuggelt. Sie sind im Besitz des Goldsuchers Jimmy McGrath, der dem Grafen vor vier Jahren das Leben gerettet hatte, als dieser in Paris angegriffen worden war. Als Teil seines Testamentes hatte der Graf den vertrauenswürdigen Mr. McGrath beauftragt, die Memoiren persönlich vor dem 13. Oktober im Büro seines Londoner Verlegers abzugeben, gegen den fürstlichen Lohn von eintausend Pfund.
McGraths Ankunft in London wird von George Lomax für den nächsten Tag erwartet. Was dieser aber nicht weiß: Da McGraths Goldsuche in Afrika erfolgreich zu werden scheint, ist er nicht gewillt, Afrika zu verlassen. Er beauftragt daher seinen alten Freund Anthony Cade, einen ähnlichen Abenteurer wie er selbst, die Papiere in seinem Namen für ein Viertel der eintausend Pfund zu überbringen. Des Weiteren ist McGrath im Besitz von Briefen der ihm unbekannten Virginia Revel an ihren offensichtlichen Liebhaber, einen Captain O’Neill. Diese waren, wie der Goldsucher vermutet, dazu benutzt worden, Mrs. Revel zu erpressen. McGrath wünscht deshalb – ganz englischer Gentleman –, dass die Briefe ihrer Verfasserin zurückgegeben werden. Cade verspricht, beide Aufträge zu erledigen.
In London angekommen, steigt Anthony Cade unter Jimmy McGraths Namen im Blitz-Hotel ab. Sofort versucht man an das Manuskript zu gelangen. Der Kellner Giuseppe Manuelli dringt dazu in der Nacht in Cades Zimmer ein. Doch Cade wacht auf und die beiden Männer kämpfen miteinander; Manuelli entkommt und nimmt dabei fälschlicherweise nicht die Memoiren des Grafen, sondern die Briefe Virginia Revels mit. Diese erhält am nächsten Tag einen Besuch von Manuelli, der sie damit erpressen will. Sie stellt fest, dass die Briefe nicht von ihr stammen, lässt sich aber zum Schein darauf ein und bittet ihn, morgen wieder zu kommen. Davon erzählt sie auch ihrem Cousin Lomax, der sie mit nach Chimneys eingeladen hat – als Witwe eines britischen Diplomaten, der zeitweise in der Herzoslowakei arbeitete.
Cade vollendet seine Aufgabe, indem er das Manuskript an einen Mr. Holmes vom Verlag übergibt und seinen Scheck bekommt. Er erhält auch, als McGrath, eine Einladung der Regierung zu dem Treffen in Chimneys. Er beschließt unter eigenem Namen zu reisen und sich im Dorfgasthof einzuquartieren. Vorher sucht er noch Revel auf, die, von einem Tennisspiel zurückkehrend, die Leiche von Manuelli in ihrer Wohnung fand. Bei der Leiche liegt ein Zettel „Chimneys, 11 Uhr 45; Donnerstag“. Cade erfährt von ihrer Einladung nach Chimneys und schließt, dass Revel durch die Ermordung Manuellis von dieser Reise abgehalten werden sollte. Er kümmert sich um die Entsorgung der Leiche und folgt Revel nach Chimneys.
In Chimneys geschieht ein Mord: Das Opfer ist Graf Stanislaus – in Wirklichkeit kein anderer als Prinz Michael Obolovitsch. George Lomax besteht darauf, dass Superintendent Battle von Scotland Yard gerufen wird, um die Ermittlungen zu übernehmen; ein politischer Skandal soll möglichst vermieden werden.
Die Leiche wurde im Ratssaal gefunden. Es gibt Fußabdrücke im Gras unter dem offenen Fenster des Saales. Die Verdächtigungen der Polizei richten sich sofort auf den Fremden, der in der Nacht zuvor im Dorfgasthof abgestiegen ist – Anthony Cade. Der geht aber von sich aus nach Chimneys, wo er seine Geschichte erzählt – einige Details, Virginia Revel betreffend, weglassend. Man schenkt ihm Glauben. Der Schock folgt jedoch, als man ihm die Leiche des Prinzen zeigt – es ist der angebliche Mr. Holmes, dem er die Memoiren überlassen hatte.
Ein weiterer Besucher in Chimneys ist Mr. Hiram P. Fish, der dort Lord Caterhams Sammlung von Erstausgaben untersucht und der sich aufgrund seines anderen Hobbys – der Kriminologie – sehr für die Ereignisse im Haus interessiert.
Nun finden im Haus zwei Untersuchungen statt: die offizielle und die von Cade. Die Polizei interessiert sich dafür, wer vom Tod des Prinzen Michael profitiert und stellt fest, dass der nächste Anwärter auf den herzoslowakischen Thron Prinz Nikolaus ist, ein junger Mann, der seit Jahren um die ganze Welt reist. Cade dagegen interessiert sich für den Bewohner des einen Zimmers, in dem kurz nach dem Mord das Licht an- und ausgeschaltet wurde. Lady Eileen „Bundle“ Brent – Lord Caterhams älteste Tochter – sagt ihm, dass es das Zimmer von Mademoiselle Brun, der französischen Gouvernante ihrer beiden jüngeren Schwestern, gewesen sein könnte. Sie ist erst zwei Monate im Haus, nach einer Stelle in einem Schloss in Dinard. Eine weitere Beziehung zu Frankreich findet Cade, als er in der Nähe des Bootshauses einen bärtigen Fremden mit einem französischen Akzent trifft.
Alles wird noch komplizierter durch die Nachricht, dass der Juwelenmeisterdieb König Victor aus dem Gefängnis in Frankreich entlassen worden ist und sich in der Gegend aufhalten könnte. Die Verbindung besteht darin, dass Angèle Mory, bevor sie die Frau von Nikolaus IV wurde, eine Komplizin von König Victor war: Es wird vermutet, dass sie am spektakulärsten Raubzug von Victor beteiligt war – am Diebstahl des Koh-i-Noor-Diamanten aus dem Tower.
Cade trifft Mademoiselle Brun, sein Verdacht wird jedoch nicht bestätigt, als er sieht, dass sie schon eine ältere Frau ist. Er reist trotzdem nach Dinard, um ihre Referenzen zu überprüfen. Als er fort ist, gibt es in Chimneys einen nächtlichen Einbruch, bei dem Ravel und Bill Eversleigh, einer von Lomaxs Mitarbeitern, einem Schatten nachjagen, der im Ratssaal anscheinend etwas sucht. Es gelingt dem Unbekannten aber zu entkommen.
Cade kommt aus Frankreich zurück – Mademoiselle Brun hat wirklich dort gearbeitet – und hört von dem Einbruch. Weil er einen weiteren Versuch erwartet, legt er sich mit den anderen auf die nächtliche Lauer: Sie können aber nur des bärtigen Franzosen habhaft werden, der, wie ihnen Battle erklärt, Monsieur Lemoine von der Sûreté ist, der bei der Bewachung des Hauses eine Bewegung im Ratssaal bemerkt hatte.
Lemoine ist gemeinsam mit Scotland Yard auf der Jagd nach dem Koh-i-Noor und König Viktor. Von ihm erfahren sie, dass Angèle Mory an König Victor verschlüsselte Briefe geschickt hatte – die Aliasnamen Captain O’Neill und Virginia Revel verwendend (die Mory über ihren Ehemann in der britischen Botschaft kannte) und die dann fälschlicherweise als Erpresserbriefe verwendet wurden. Die Briefe wurden gestohlen, fanden ihren Weg nach Afrika und schließlich zu Jimmy McGrath. Cade ist nicht verblüfft, als die Briefe plötzlich auf seinem Ankleidetisch in Chimneys liegen. Battle meint, sie wurden zurückgegeben, weil König Victor nicht in der Lage war, sie zu dekodieren. Er hofft nun, dass dies den Behörden gelingt und sie ihn zu dem Diamanten führen. Man beschließt, auf den Köder zu beißen und mit Professor Wynwood einen Experten für Dekodierung zu beschäftigen, der entschlüsselt: „Richmond sieben gerade, acht links, drei rechts“. Bundle führt die Suchenden aufgrund dieser Wegbeschreibung in einen Geheimgang hinter einem Gemälde von Holbein – doch dieser Weg ist erfolglos.
Man versammelt sich und Cade erklärt, „Richmond“ beziehe sich in dem Code auf ein altes Buch in der Bibliothek über das Leben des Earl of Richmond. Diese Erklärung ist aber nur eine Falle für den Mörder – Mademoiselle Brun, in Wirklichkeit die tot geglaubte Königin Varaga. Sie wird von Boris Anchoukoff, dem treuen Diener von Prinz Michael, in der Bibliothek getötet, als sie versucht, den Diamanten zu stehlen. Nun wird klar, dass die wirkliche Mademoiselle Brun auf ihrer Reise von Dinard entführt wurde, und dass der Mord an Manuelli Virginia Revel von der Reise nach Chimneys abhalten sollte – nur sie hätte die ehemalige Königin identifizieren können. Es gab noch eine zweite Person, die sie erkannt hatte: Prinz Michael. Als er sie im Ratssaal überraschte, erschoss sie ihn. Und auch Monsieur Lemoine stellt sich als falsch heraus, der echte wird in einem Haus in Dover festgehalten, dessen Adresse aus der Tasche des falschen Lemoine fällt – niemand anderes als König Victor. Er versucht zu fliehen, wird aber von Mr. Fish gestoppt, der in Wirklichkeit ein amerikanischer Pinkerton-Detektiv ist.
Anthony hat noch ein paar letzte Überraschungen parat: Die Memoiren, die er „Mr. Holmes“ gegeben hatte, waren falsch. Die echten, die tatsächlich keinerlei belastende Anekdoten enthalten, hatte er versteckt. Er gibt sie nun McGrath, der ihm mit dem nächsten Schiff aus Afrika gefolgt war, damit er sich die tausend Pfund verdienen kann. Die „Richmond“-Spur bezog sich weder auf ein Gemälde noch auf ein Buch, sondern auf ein Rosenbeet – und dort wird der Diamant auch gefunden. Anthony Cade ist der vermisste Prinz Nikolaus und er heiratet Virginia Revel.

## Personen
Die Bewohner von „Chimneys“
- Lord Caterham
- Lady Eileen „Bundle“ Brent, seine älteste Tochter
- Daisy und Dulcie Brent, seine jüngeren Töchter
- Tredwell, der Butler
- Mademoiselle Brun, Erzieherin/Gouvernante von Daisy und Dulcie

Von der britischen Regierung
- George Lomax (unehrerbietig „Stockfisch“ genannt) vom Außenministerium
- Bill Eversleigh, Mitarbeiter von Lomax

Die Herzoslowakianer
- Prinz Michael Obolovitsch von Herzoslowakien alias Mr. Holmes vom Verlag Balderson und Hodgkins alias Graf Stanislaus
- Hauptmann Andrassy, sein Adjutant
- Boris Anchoukoff, sein Diener
- Baron Lolopretjzil, der Londoner Vertreter der Loyalistischen Partei von Herzoslowakien
- Prinz Nikolaus Obolovitsch von Herzoslowakien alias der Abenteurer Anthony Cade alias Jimmy McGrath
- Ein Agent der Bruderschaft der Roten Hand

Die Ermittler
- Inspektor Badgworth
- Dr. Cartwright
- Constabler Johnson
- Superintendent (in der älteren deutschen Übersetzung Oberinspektor) Battle von Scotland Yard
- Monsieur Lemoine von der Sûreté
- Professor Wynwood

Andere
- Virginia Revel, Kusine von George Lomax, Society-Schönheit und Witwe von Timothy Revel, eines britischen Diplomaten, der zeitweise Vertreter seines Landes in Herzoslowakien war
- Herman Isaacstein, Vertreter eines Öl-Syndikates
- Jimmy McGrath, kanadischer Goldsucher
- Giuseppe Manuelli, italienischer Kellner und Agent der Bruderschaft der Roten Hand
- Hiram P. Fish, ein amerikanischer Pinkerton-Detektiv
- König Viktor, internationaler Juwelendieb alias Monsieur Lemoine von der Sûreté alias Captain O’Neill alias Prinz Nikolaus Obolovitch von Herzoslowakien alias Monsieur Chelles
- Angèle Mory, ehemalige Tänzerin, später Königin Varaga von Herzoslowakien alias Mademoiselle Brun, französische Gouvernante der jüngeren Töchter Lord Caterhams

## Kritiken
Das Times Literary Supplement bespricht den Roman in seiner Ausgabe vom 9. Juli 1925 und stellt nach der Einführung in die Geschichte positiv fest, „das ist ein dichter Nebel aus Geheimnissen, Verbindungen und Romantik, der zu einem überraschenden und befriedigenden Ende führt“.
In The New York Times Book Review wurde der Roman nicht besprochen.

## Beziehungen zu anderen Werken
Das Blitz Hotel ist eine Anspielung an das Londoner Ritz Hotel. Christie verwendet denselben Ort und denselben Namen in zwei Kurzgeschichten und zwar in Blindman's Buff aus dem Jahr 1924 (bisher nicht übersetzt) und in The Man Who Was No. 16 (Der Mann der Nummer 16 war), die später Teil der Sammlung Partners in Crime (Die Büchse der Pandora) wurden. Zum ersten Mal taucht es in dem ersten Tuppence-und-Tommy-Roman Ein gefährlicher Gegner auf – hier noch unter dem Echt-Namen „The Ritz“. Später sollte der Name „The Blitz“ für ein Londoner Hotel makaber werden, da das Wort im angelsächsischen Sprachgebrauch bis heute gleichbedeutend ist mit dem deutschen Luftangriff auf London 1940. Der Hotel-Name wurde allerdings in späteren englischen Ausgaben des Romans beibehalten (nachzulesen in der englischen Wikipedia).
Das fiktive Land Herzoslowakien kehrt in der Kurzgeschichte The Stymphalean Birds (Die Stymphaliden) zurück, die zuerst in der Aprilausgabe des Strand Magazine erschien und 1947 in die Sammlung The Labours of Hercules (Die Arbeiten des Herkules) aufgenommen wurde.

## Film-, Fernseh- und Theateradaptionen

### 1931 Bühnenbearbeitung
The Secret of Chimneys (Die Memoiren des Grafen) wurde von Agatha Christie 1931 für das Theater umgearbeitet, aber die geplante Aufführung kam aus vielerlei Gründen nicht zustande. Das Manuskript galt als verschollen, bis 2001 in Kanada eine Kopie entdeckt wurde. Eine zweite Kopie wurde kurz darauf in der British Library entdeckt – mit einer handschriftlichen Notiz von Christie, dass Sir Laurence Olivier die männliche Hauptrolle übernehmen sollte. Die Weltpremiere fand am 26. Oktober 2003 im auf Kriminalstücke spezialisierten „Mystery Theatre“ im kanadischen Calgary statt, dessen Leiter die erste Kopie zufällig gefunden hatte.

### Verfilmungen
Der Roman wurde 2009 für die englische Fernsehserie Agatha Christie’s Marple bei ITV verfilmt. Julia McKenzie spielt Miss Marple, die aber in der Romanvorlage nicht vorkommt. Auch ansonsten ist der Plot nur lose an die Romanhandlung angelehnt.

## Wichtige englischsprachige und deutschsprachige Ausgaben
- 1925 Erstausgabe UK John Lane (The Bodley Head), Juni 1925
- 1925 Erstausgabe USA Dodd Mead and Company (New York)
- 1927 Deutsche Erstausgabe unter dem Titel: Die Memoiren des Ministers: Detektivroman. Übersetzung aus dem Englischen von Elise von Kraatz.: Dresden: Moewig & Höffner[6]
- 1960 Neuer deutscher Titel: Die Memoiren des Grafen: Scherz Verlag: Bern; Stuttgart; Wien[7]
- 1994 Neuausgabe in der Übersetzung von Margret Haas: Scherz Verlag: Bern; Stuttgart; Wien
- 2020 Neuausgabe in der Übersetzung von Michael Mundhenk unter dem originalgetreuen Titel: „Das Geheimnis von Chimneys“ im Atlantik-Verlag

## Sonstiges
Dieses Buch ist das letzte, das Agatha Christie gemäß einem Sechs-Bücher-Vertrag mit Bodley Head veröffentlichte. Diesen Vertrag hatte sie 1919 ohne Unterstützung eines Agenten, ganz am Anfang ihrer Karriere, unterzeichnet. Es stellte sich schnell heraus, dass sie übervorteilt worden war. Ihre weiteren Bücher wurden im Vereinigten Königreich alle von William Collins & Sons (mit der einzigen Ausnahme von The Hound of Death, eine bisher nicht ins Deutsche übersetzte Kurzgeschichtensammlung aus dem Jahr 1933) auf der Basis eines neuen und lukrativeren Vertrages veröffentlicht. Bei der Unterzeichnung unterstützte sie ihr neuer Agent, Edmund Cork von Hughes Massey. Cork wurde ein lebenslanger Freund und war über 50 Jahre Christies Literaturagent.
Dieser Roman wurde von ihrer späteren Schwiegermutter, Marguerite Mallowan, so sehr bewundert, dass sie in eine ledergebundene Kopie dieses Buches mit Alibi und dem Eulenhaus folgendes schrieb: „In einem Buchladen in Paris kaufte ich 1932 The Secret of Chimneys, heute fast unvorstellbar, hatte ich gerade erst von Agatha Christie gehört. Obwohl ich kein Leser von Detektivgeschichten bin, fesselte mich ihr Buch so sehr, dass ich es nicht weglegen konnte, bis ich am Ende angelangt war. Bald heiratete sie meinen Sohn, den sie in Mesopotamien kennengelernt hatte, als er dort unter Leonard Woolley arbeitete. Später las ich Alibi, das, so meine ich, ihren Ruf universal machte. Letztlich kam Das Eulenhaus, das mir lieb ist als die Offenbarung ihres künstlerischen, einfachen und aufrichtigen Temperamentes. Das ist der Grund, warum ich diese drei Bücher zusammen binden lassen habe. Mögen sie ein Zeugnis meiner Bewunderung für ihre Kunst sein und vor allem für meine Dankbarkeit für ihre Güte in all den Jahren, in denen ich sie kannte.“ Dieses Exemplar wurde in einer Auktion im September 2006 versteigert zu Gunsten des Erhalts von Christies Sommerhaus in Devon, Greenway Estate.

## Widmung
Christies Widmung in diesem Buch lautet:
 „Für meinen Neffen. In Erinnerung an eine Inschrift in Compton Castle und einen Tag im Zoo“.
Der Neffe ist James (Jack) Watts (1903–1961), der Sohn ihrer Schwester Madge und deren Mann James Watts. Christie hatte eine sehr enge Beziehung zu ihrem Neffen, schon seit seiner Geburt, bei der sie dreizehn war. Sie unterstützte ihre Mutter bei der Betreuung des Kindes in Abney Hall, als dessen Eltern im Skiurlaub in St. Moritz waren, und auch zu Weihnachten. Erinnerungen, über die sie im Vorwort ihrer Kurzgeschichtensammlung Ein diplomatischer Zwischenfall enthusiastisch berichtet. Die Beziehungen zu Compton Castle und dem Zoo sind nicht so klar. Es ist möglich, dass Chimeys auf Compton Castle basiert, aber Abney Hall ist auch eine häufig angenommene Möglichkeit. Im Buch gibt Christie keine Beschreibung von Chimneys, sie erklärt lediglich, dass eine „Beschreibung dieses historischen Ortes in jedem Reiseführer enthalten ist“.

## Hörbuch
- 2003 Die Memoiren des Grafen 5 CDs: ungekürzte Lesung. Sprecher: Reiner Unglaub. Regie: Hans Eckardt. Übersetzung von Margret Haas. Marburg/Lahn: Verlag und Studio für Hörbuchproduktionen[12]